# Act Naturally
«Act Naturally» es una canción escrita por Johnny Russell y Voni Morrison, grabada originalmente por Buck Owens y The Buckaroos, cuya versión alcanzó el número 1 en el Billboard Country Singles en 1963, su primer número 1. En 2002, Shelly Fabian de About.com clasificó la canción como número 169 en su lista de las Top 500 Country Music Songs.
La canción ha sido interpretada por muchos otros artistas como Loretta Lynn y The Beatles.

## Buck Owens y la versión Buckaroos
En 1963, Russell escribió la canción con una mujer llamada Voni Morrison, quien también trabajó en Bakersfield, California, con un cantante llamado Buck Owens. Después de Russell que tocó "Act Naturally" para Morrison, pensó que sería ideal para Owens, y ella le dijo a Russell que podría llevarlo a grabarla.
Debido a que nadie la había grabado, y Russell tenía un acuerdo con Morrison para compartir créditos, le dio el crédito parcial, aunque su único papel en la canción fue presentarlo a Owens.
Owens grabó "Act Naturally" en los estudios Capitol en Hollywood el 12 de febrero de 1963, y el sencillo fue lanzado el 11 de marzo. Entró en las listas country de Billboard el 13 de abril de 1963. El 15 de junio, la versión de Owens pasó a la primera posición de las cuatro semanas no consecutivas en el # 1. En total, se pasó 28 semanas en la lista de música country. La canción le ayudó a convertirse en una superestrella, Owens había colocado 19 sencillos de la cima de las listas country de Billboard. La canción también ayudó a establecer Russell como compositor, y en la década de 1970 fue un modesto éxito como cantante también.

## La versión de The Beatles
The Beatles hicieron una versión de la canción en 1965 en su álbum Help! (en el Reino Unido) y como el lado B de "Yesterday", sencillo exclusivo en los EE. UU..
La versión de The Beatles es cantada por Ringo Starr. Stephen Thomas Erlewine de Allmusic la llamó "un escaparate ideal para la voz amable de Ringo." Se interpretó la canción en The Ed Sullivan Show, que fue grabado el 14 de agosto de 1965 y emitido el 12 de septiembre de 1965. También se realizó en el famoso concierto de The Beatles en el Shea Stadium el 15 de agosto de 1965 y se tocó en algunos conciertos a lo largo del tour The Beatles' 1965 U.S. (alternando con otra interpretación de Ringo, "I Wanna Be Your Man"). 
The Beatles grabaron la canción el 17 de junio de 1965 en 13 tomas. Las primeras 12 fueron, evidentemente utilizadas para elaborar la mezcla, la voz fue en la toma 13, la toma solamente con voz. Se mezcló el día siguiente. The Beatles anteriormente grabaron una canción para su ingeniero Norman Smith, pero se dieron cuenta de que Ringo no tenía aún una canción en Help!, Y así que "Act Naturally" fue grabada por él.
Debido a que la versión de Capitol Records del álbum Help! incluía solo las canciones que aparecieron en la película, además de la música incidental de la película, se etiquetó a "Yesterday" y "Act Naturally" como un sencillo. En el lado B del sencillo de los EE. UU., "Act Naturally" alcanzó el puesto 47 en octubre de 1965. Las dos canciones hicieron su primera aparición en el álbum Americano Yesterday and Today, lanzado en los EE. UU. el 20 de junio de 1966.

### Personal
- Ringo Starr - Voz, batería (Ludwig Super Classic), redoble con palillos en aro.
- Paul McCartney - Armonía vocal, Bajo (Höfner 500/1 63').
- John Lennon - Guitarra acústica (Gibson J-160e).
- George Harrison - Guitarra líder (Gretsch Tennessean).